# Nitzer Ebb
Nitzer Ebb (Ніцер Еб або Найцер Еб) — британська індастріал-група з графства Ессекс (Англія). Також виконує музику в стилі EBM. Заснована 1982.

## Історія
Групу створили 1982 шкільні друзі Бон Гарріс (програмування, синтезатори, ударні, вокал), Дуглас МакКарті (вокал) та Девід Ґудей (ударні).

### Назва групи
Назва групи була обрана через її різке, німецькоподібне звучання. Вона не несе жодного змісту ні німецькою мовою, ні англійською.

### Витоки та альбом «Basic Pain Procedure» (1983)
Нітцер Еб починає існувати після того, як Бон Гарріс та Девід Ґудей попросили співати Дугласа МакКарті в їхній групі. У них були спільні потяги до чаклунства, спілкування з деревами та збирання рунних каменів у Челмсфорді та Літтл Беддоу. Їх надихали такі групи як DAF, Killing Joke та Bauhaus. У серпні 1983 група випустила свій перший демо-запис, продюсерами якого були Кріс Пайпер та Пол Чусмер. Цей рідкісний запис містив 8 пісень. («Faded Smiles», «Tradition», «The Home», «Star», «The Pass», «The Book», «Crane», «Trust Ran in Colours»). Тріо починало з виступів у невеликих клубах, але завдяки мілітаристичному стилю, ефектній сценічній присутності та енергії група завоювала прихильність публіки, що призвело до їхньої появи у більших клубах так концертних площах. Поєднуючи енергію панку та електроніку групи DAF, Nitzer Ebb випустили свій дебютний сингл «Isn't It Funny How Your Body Works» 7 січня 1985 на власному лейблі Power of Voice Communications, який швидко здобув популярність у різних клубах. Сингл «Warsaw Ghetto»/«So Bright So Strong» (1985) також здобули визнання критиків і клаберів. Два наступних релізи, «Let Your Body Learn»/«Get Clean» та «Murderous», були випущені через Power of Voice Communications перед тим як група підписала контракт із Mute Records.

### «That Total Age» (1987)
У травні 1987 група випустила дебютний альбом That Total Age, в якому хітами стали пісні «Join in the Chant» та «Let Your Body Learn». Обидва треки стали популярними на європейських танцювальних майданчиках.

### «Belief» (1989)
1988 Дуглас і Бон поставили за мету записати ідеальний електронний альбом, яким власне й став «Belief». Інтерес до нього підігрів хітовий сингл «Control, I'm Here». Альбом вийшов 1989 та був продюсований Фладом, який після цього продюсував їхні наступні три альбоми та створював ремікси. З групи пішов ударник Девід Ґудей, його замінив Джуліян Бістон. Два наступних сингли «Hearts & Minds» та «Shame», випущені 1989, включаючи в себе ремікси Деніела Міллера та Вільяма Орбіта.

### «Showtime» (1990)
Альбом «Showtime», який було випущено 1990, продемонстрував зміну стилю групи. З танцювальних треків вони перейшли на інші музичні жанри: джаз, рок і блюз, водночас зберігаючи своє старе звучання. Перший сингл з альбому під назвою «Lightning Man» перетворився на гімн танц-полів завдяки виразному акомпанементу джазового кларнету та загрозливому вокалу Дугласа. Пісню вважають такою, що розширила рамки індустріальної музики на той час. Справжньою удачею групи стало те, що Depeche Mode запросили Nitzer Ebb «на розігрів» під час американського туру World Violation.

### «As Is» та «Ebbhead» (1991)
Після виступів на стадіонах і повернення популярності рок-н-ролу, у групи з'явився стимул розробити більш рокове звучання до їхньої електронної танцювальної музики. Тому As Is EP продемонстрував потяг команди до більш традиційних пісень, що стало стрижнем наступного альбому Ebbhead.
Ebbhead випущений у вересні 1991. Він показав, що група взяла новий напрям. Це був перший реліз Nitzer Ebb, який потрапив до американського ТОП-200, опинившись на 146-тій сходинці. Світовий тур на підтримку альбому пройшов по Америці, Канаді та Європі з осені 1991 року до літа 1992.

### «Big Hit» (1995)
Слава групи після Ebbhead повільно зникала, бо музиканти зосередилися на записі наступного альбому — Big Hit. Ця робота тривала три роки. Тривали постійні зміни ударників та продюсерів. У цей період почав загострюватися конфлікт між Гаррісом та МакКарті. Група витратила занадто багато часу і не змогла зробити той альбом, який мав піднести її на обіцяний рівень. Хоча МакКарті та Гарріс таки розійшлися, група ніколи офіційно не розпадалася.

### Наш час та «примирення»
У кінці 2005 року з'явилася новина, що МакКарті та Гарріс (який у той час проживав у США, будучи продюсером таких зірок як Біллі Корґан та Мерилін Менсон) почали вести переговори про можливість повернення Nitzer Ebb.
2006 група знову почала концертну діяльність. Після прибуткового світового туру, Nitzer Ebb почали працювати над новим альбомом у Лос-Анджелесі. Його назва Industrial Complex. Це перший альбом за останнє десятиріччя.
Дев'ятий альбом Nitzer Ebb випущено 2010. Музичні критики поставилися до нього позитивно.

### Члени групи

#### Поточні
- Douglas McCarthy — вокал, гітара (1982 — теперішній час)
- Bon Harris — програмування, синтезатори, ударні, вокал, бас-гітара (1982 — теперішній час)
- Jason Payne — ударні, перкусія (1992—1995, 2007 — теперішній час)

#### Колишні
- David Gooday — вокал, ударні, перкусія (1982—1987)
- Duc Nhan Nguyen — ударні, перкусія (1987—1988)
- Julian Beeston — ударні, перкусія (1989—1992)

#### Під час турів
- Kourtney Klein — ударні (2006—2007)
- David Lovering — ударні

## Дискографія

### Альбоми
- Basic Pain Procedure (1983)
- That Total Age (1987)
- So Bright So Strong (1988)
- Belief (1989)
- Showtime (1990)
- As Is [EP](1991)
- Ebbhead (1991)
- Big Hit (1995)
- Body of Work (2006)
- Body Rework (2006)
- Industrial Complex (2010)
- In Order (Digital Box Set) (2010)
- Catalogue (Box Set) (2010)
- Compilation (Box Set)

## Деталі
Продюсером групи певний час був колишній учасник Depeche Mode Алан Уайлдер. Також він писав ремікси на треки групи.